# Béthencourt-sur-Somme
Béthencourt-sur-Somme is een gemeente in het Franse departement Somme (regio Hauts-de-France) en telt 110 inwoners (1999). De plaats maakt deel uit van het arrondissement Péronne.

## Geografie
De oppervlakte van Béthencourt-sur-Somme bedraagt 2,8 km², de bevolkingsdichtheid is 39,3 inwoners per km².
De onderstaande kaart toont de ligging van Béthencourt-sur-Somme met de belangrijkste infrastructuur en aangrenzende gemeenten.

## Demografie
Onderstaande figuur toont het verloop van het inwonertal (bron: INSEE-tellingen).